# Luis Brandoni
Adalberto Luis Brandoni (Dock Sud, Avellaneda, provincia de Buenos Aires; 18 de abril de 1940) es un actor y político argentino.Como político, se desempeñó como diputado nacional por la Unión Cívica Radical. Es miembro de la Academia Porteña del Lunfardo. Es reconocido por sus roles en las películas "Esperando la carroza,La odisea de los giles,El retiro, 4x4, Mí obra maestra, etc 

## Biografía
Debutó en teatro en 1962 y en televisión en 1963, perteneció al elenco de la Comedia Nacional Argentina dirigida por Luisa Vehil.
De destacada actuación en teatro, cine y televisión, abandonó el país ante amenazas de la Triple A (Alianza Anticomunista Argentina) entre 1974 y 1975.
Fue secretario general de la Asociación Argentina de Actores entre 1974 y 1983, pese a su militancia fue el único gremio no intervenido por la Dictadura Militar, y pudo trabajar como sindicalista y actor durante esos años.
En 1987 ganó el premio Cóndor de Plata de la Asociación de Cronistas Cinematográficos de la Argentina por la película Seré cualquier cosa pero te quiero, y posteriormente en 1995 por Convivencia.

## Política
Luis Brandoni es militante de la Unión Cívica Radical (UCR). En 1997 fue elegido Diputado Nacional por la Provincia de Buenos Aires.
En 2005 integró la lista como candidato a senador por la UCR por la provincia de Buenos Aires en las elecciones legislativas. La fórmula obtuvo un 8,04% de los votos y logró el cuarto lugar, insuficiente para acceder a la banca. 
En las elecciones a gobernador de la Provincia de Buenos Aires de 2007 secundó a Ricardo Alfonsín en la fórmula de la UCR como candidato a vicegobernador. Obtuvo el 5,06% de los votos. La lista estaba acompañada por la fórmula presidencial de Roberto Lavagna-Gerardo Morales, candidatos por la Concertación para Una Nación Avanzada
En 2013, fue precandidato a senador suplente, por la Ciudad Autónoma de Buenos Aires, integrando la lista "Juntos" del Frente Amplio UNEN.
En 2017 la Asociación Argentina de Actores emitió un duro comunicado donde señalaba el «desprecio a lo democrático» por parte de Brandoni, que «su renuncia nos libera de la carga ominosa de tenerlo como afiliado» que, durante su paso por la función pública como legislador de extracción sindical, «con su actitud borró con el codo lo que escribió con la mano», y que «actúa siendo funcional a los postulados e intereses económicos que fueron el origen de la dictadura. El odio muchas veces no permite ver la realidad.» Brandoni también quedó en el centro de la escena por un comentario en el programa televisivo Intratables, donde calificó de «verso» a la calificación de «cívico-militar» del golpe de Estado que dio origen a la última dictadura argentina.
El 11 de febrero de 2020 Brandoni hizo saber que no estaba de acuerdo con que Ricardo Alfonsín, su antiguo compañero de fórmula en 2007, aceptara el cargo de embajador en España, diciendo: “Es penoso, abre la grieta al interior del radicalismo".
En 2021, fue precandidato a diputado nacional por la Ciudad Autónoma de Buenos Aires, integrando la lista "Adelante Ciudad" de Juntos por el Cambio, encabezada por Adolfo Rubinstein.
Fue electo parlamentario del Mercosur en las Elecciones al Parlasur de Argentina de 2023 por Juntos por el Cambio.

## Televisión

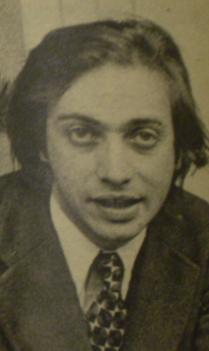
Brandoni en 1970.

| Año       | Programa                                                                          | Canal                        |
| --------- | --------------------------------------------------------------------------------- | ---------------------------- |
| 1970      | Esta noche... miedo. De Alberto Migré                                             | Teleonce                     |
| 1970      | Éxitos de Nené Cascallar: (Una cualquiera-Secreto de muerte-Larga y oscura noche) | Teleonce                     |
| 1971      | Los grandes relatos: El Aleph-Macbeth-Noche terrible                              | Canal 7                      |
| 1984-1986 | Buscavidas                                                                        | eltrece                      |
| 1989      | La bonita pagina                                                                  | Canal 7                      |
| 1991      | Corazonadas                                                                       | eltrece                      |
| 1993      | Locos de contento                                                                 | Telefilm                     |
| 1993-1996 | Mi cuñado                                                                         | Telefe                       |
| 1999-2000 | Vulnerables                                                                       | eltrece                      |
| 2001      | Culpables                                                                         | eltrece                      |
| 2002      | Infieles                                                                          | Telefe                       |
| 2003      | Durmiendo con mi jefe                                                             | eltrece                      |
| 2005      | Una familia especial                                                              | eltrece                      |
| 2010      | Caín y Abel                                                                       | Telefe                       |
| 2011-2012 | El hombre de tu vida                                                              | Telefe                       |
| 2012      | Historias de corazón                                                              | Telefe                       |
| 2012      | Graduados                                                                         | Telefe                       |
| 2014      | Señores papis                                                                     | Telefe                       |
| 2017      | Un gallo para Esculapio                                                           | Telefe                       |
| 2017      | Juventud acumulada                                                                | Televisión Pública Argentina |
| 2018      | La hora del tango                                                                 | Televisión Pública Argentina |
| 2019      | Derecho viejo                                                                     | Televisión Pública Argentina |
| 2022      | El encargado                                                                      | Star+                        |
| 2023      | Nada                                                                              | Star+                        |

## Filmografía
| Año  | Título                                                       | Papel                           |
| ---- | ------------------------------------------------------------ | ------------------------------- |
| 2023 | Humo bajo el agua                                            | Ramón                           |
| 2020 | Karakol                                                      | Chofer                          |
| 2019 | El retiro                                                    | Rodolfo                         |
| 2019 | Baldío                                                       | Ernesto                         |
| 2019 | La odisea de los giles                                       | Antonio Fontana                 |
| 2019 | El cuento de las comadrejas                                  | Pedro De Córdova                |
| 2019 | 4x4                                                          | Julio Amadeo                    |
| 2018 | Mi obra maestra                                              | Renzo Nervi                     |
| 2017 | Sólo se vive una vez                                         | Rabino Mendi                    |
| 2015 | Tokio                                                        | Goodman                         |
| 2012 | La suerte en tus manos                                       | Dr. Weiss                       |
| 2011 | Hipólito El hombre de tu vida                                | Ricardo Frías El cura Francisco |
| 2009 | Felicitas                                                    | Martín de Álzaga                |
| 2009 | Esperando la carroza 2                                       | Antonio Musicardi               |
| 2007 | Quiéreme                                                     | Polo                            |
| 2004 | No sos vos, soy yo                                           | El padre de María               |
| 2003 | Tacholas, un actor galaico-argentino (documental biográfico) | Entrevistado                    |
| 2003 | Un día en el paraíso                                         | Director comercial              |
| 2002 | No dejaré que no me quieras                                  | Político                        |
| 2001 | Los pasos perdidos                                           | Ernesto                         |
| 2000 | Ojos que no ven                                              | Raúl                            |
| 1999 | Esa maldita costilla                                         | Juan                            |
| 1998 | América mía                                                  | Manuel Posse                    |
| 1997 | El sueño de los héroes                                       | El mudo                         |
| 1997 | La furia                                                     | Dr. Raúl Lombardi               |
| 1995 | El mundo contra mí                                           | Mauricio                        |
| 1995 | De mi barrio con amor                                        | Pirucho                         |
| 1995 | El verso                                                     | Juan                            |
| 1994 | Una sombra ya pronto serás                                   | Barrante                        |
| 1994 | Convivencia                                                  | Enrique                         |
| 1993 | Muchas gracias maestro (inédita)                             |                                 |
| 1990 | Cien veces no debo                                           | Julio Siri                      |
| 1987 | Made in Argentina                                            | Osvaldo                         |
| 1986 | Seré cualquier cosa, pero te quiero                          | Andrés Rubén Sarulli            |
| 1985 | Hay unos tipos abajo                                         | Julio                           |
| 1985 | Esperando la carroza                                         | Antonio Musicardi               |
| 1984 | Darse cuenta                                                 | Carlos Ventura                  |
| 1976 | Sola                                                         | Hombre anónimo                  |
|      | Juan que reía                                                | Juan Libonatti                  |
| 1974 | Gente en Buenos Aires                                        | Pablo                           |
| 1974 | La tregua                                                    | Esteban Santomé                 |
| 1974 | La Patagonia rebelde                                         | Antonio Soto                    |
| 1973 | José María y María José (Una pareja de hoy)                  | José María                      |
| 1973 | Paño verde                                                   | Américo                         |
| 1972 | Autocine mon amour                                           |                                 |
| 1972 | La bastarda                                                  | Motoquero                       |
| 1972 | Me enamoré sin darme cuenta                                  |                                 |
| 1971 | La gran ruta                                                 | Tano                            |
| 1970 | La fidelidad                                                 |                                 |
| 1970 | La guita                                                     | Young Clerk                     |
| 1969 | El señor Presidente (no estrenada comercialmente)            |                                 |
| 1968 | Somos los mejores                                            | Jaime                           |
| 1968 | Maternidad sin hombres                                       |                                 |
| 1968 | Turismo de carretera                                         |                                 |
| 1968 | Tute Cabrero                                                 | Sergio Bruni                    |
| 1968 | Chúmbale (inconclusa)                                        |                                 |
| 1967 | La cigarra está que arde                                     | Joven en automóvil              |
| 1966 | Escala musical                                               |                                 |

2012 protagonizó en teatro Don Arturo Illia espectáculo teatral de gran envergadura con libro de Eduardo Rovner y dirección de Héctor Gióvine.
El actor daba a conocer con gran narrativa emocional pocas veces vista, la vida de este notable presidente argentino, ganando así el  Premio Estrella de Mar, al mejor actor protagónico comedia dramática. Temporada Mar del Plata, con un notable elenco, Luis Brandoni David di Napoli Fabian Bagnato Andrea Cantoni, Miguel Habud entre otros.

## Premios y nominaciones
| Año  | Premios                                                         | Categoría                                               | Trabajo nominado                                              | Resultado |
| ---- | --------------------------------------------------------------- | ------------------------------------------------------- | ------------------------------------------------------------- | --------- |
| 1970 | Premios Martín Fierro                                           | Mejor Actor Dramático                                   | Las grandes novelas/Uno entre nosotros                        | Ganador   |
| 1991 | Premio Konex - Diploma al Mérito                                | Actor de Comedia Cine y Teatro                          | Trayectoria década 1981-1990                                  | Ganador   |
| 1993 | Premios Martín Fierro                                           | Mejor Actor de Comedia                                  | Mi cuñado                                                     | Ganador   |
| 1994 | Premios Martín Fierro                                           | Mejor Actor de Comedia                                  | Mi cuñado                                                     | Nominado  |
| 1995 | Premios Martín Fierro                                           | Mejor Actor de Comedia                                  | Mi cuñado                                                     | Ganador   |
| 1996 | Premios Martín Fierro                                           | Mejor Actor de Comedia                                  | Mi cuñado                                                     | Nominado  |
| 2008 | Premios Martín Fierro                                           | Mejor Actor Protagonista de Unitario y/o Miniserie      | Tinta argentina                                               | Nominado  |
| 2011 | Premios Martín Fierro                                           | Mejor Actor Protagonista de Unitario y/o Miniserie      | El hombre de tu vida                                          | Nominado  |
| 2012 | Premios Tato                                                    | Mejor Actor de Reparto de Unitario y/o Miniserie        | El hombre de tu vida                                          | Ganador   |
| 2012 | Premios Martín Fierro                                           | Mejor Actor Protagonista de Unitario y/o Miniserie      | El hombre de tu vida                                          | Nominado  |
| 2012 | Premio Estrella de Mar                                          | Actuación protagónica masculina                         | Don Arturo Illia                                              | Ganador   |
| 2015 | Personalidad Destacada de la Cultura por la Legislatura porteña | Reconocimiento                                          | Trayectoria y exponente de la Ciudad Autónoma de Buenos Aires | Otorgado  |
| 2017 | Premios Tato                                                    | Mejor Actor Protagonista de Unitario                    | Un gallo para Esculapio                                       | Nominado  |
| 2017 | Premios Martín Fierro                                           | Mejor Actor Protagonista de Unitario y/o Miniserie      | Un gallo para Esculapio                                       | Ganador   |
| 2018 | Premios Platino                                                 | Mejor Interpretación Masculina en Miniserie o Teleserie | Un gallo para Esculapio                                       | Nominado  |
| 2021 | Premio Konex de Platino                                         | Actor de Televisión                                     | Trayectoria década 2011-2020                                  | Ganador   |
| 2022 | Premio Estrella de Mar                                          | Actuación de Comedia Dramática                          | El Acompañamiento                                             | Ganador   |
| 2024 | Martín Fierro de Platino de Cine y Series                       | Trayectoria en Cine y Series                            | Aporte al Cine Nacional Argentino                             | Ganador   |
| 2024 | Martín Fierro de Platino de Cine y Series                       | Mejor Actor de Serie                                    | Nada                                                          | Nominado  |